# Xã Lowe, Quận Deuel, Nam Dakota
Xã Lowe (tiếng Anh: Lowe Township) là một xã thuộc quận Deuel, tiểu bang Nam Dakota, Hoa Kỳ. Năm 2010, dân số của xã này là 97 người.